# Timo Rautiainen ja Trio Niskalaukaus/Diskografie
Diese Diskografie ist eine Übersicht über die musikalischen Werke der finnischen Heavy-Metal-Band Timo Rautiainen ja Trio Niskalaukaus. Den Schallplattenauszeichnungen zufolge hat sie bisher mehr als 140.000 Tonträger verkauft. Ihre erfolgreichste Veröffentlichung ist das dritte Studioalbum Rajaportti mit über 50.000 verkauften Einheiten.

## Alben

### Studioalben
| Jahr | Titel Musiklabel                      | Höchstplatzierung, Gesamtwochen, AuszeichnungChartsChartplatzierungen (Jahr, Titel, Musiklabel, Platzierungen, Wochen, Auszeichnungen, Anmerkungen) | Anmerkungen                                            |
| Jahr | Titel Musiklabel                      | FI | Anmerkungen                                            |
| ---- | ------------------------------------- | --- | ------------------------------------------------------ |
| 1999 | Lopunajan merkit Ranka Recordings     | — | Erstveröffentlichung: 25. Januar 1999                  |
| 2000 | Itku pitkästä ilosta Ranka Recordings | FI22 Gold · (8 Wo.)FI | Erstveröffentlichung: 12. März 2000 Verkäufe: + 20.086 |
| 2002 | Rajaportti Ranka Recordings           | FI1 Platin · (38 Wo.)FI | Erstveröffentlichung: 18. März 2002 Verkäufe: + 54.894 |
| 2004 | Kylmä tilä King Foo Records           | FI1 Gold · (10 Wo.)FI | Erstveröffentlichung: 18. März 2004 Verkäufe: + 26.479 |
| 2017 | Lauluja suomesta Sakara Records       | FI3 (7 Wo.)FI | Erstveröffentlichung: 3. November 2017                 |
| 2020 | Mahdoton yhtälö Sakara Records        | FI3 (3 Wo.)FI | Erstveröffentlichung: 20. März 2020                    |

### Deutschsprachige Alben
| Jahr | Titel Musiklabel                      | Anmerkungen                           |
| ---- | ------------------------------------- | ------------------------------------- |
| 2001 | In frostigen Tälern Spinefarm Records | Erstveröffentlichung: 14. Mai 2001    |
| 2004 | Hartes Land Cyclone Empire            | Erstveröffentlichung: 4. Oktober 2004 |

### Kompilationen
| Jahr | Titel Musiklabel                 | Höchstplatzierung, Gesamtwochen, AuszeichnungChartsChartplatzierungen (Jahr, Titel, Musiklabel, Platzierungen, Wochen, Auszeichnungen, Anmerkungen) | Anmerkungen                                               |
| Jahr | Titel Musiklabel                 | FI | Anmerkungen                                               |
| ---- | -------------------------------- | --- | --------------------------------------------------------- |
| 1997 | Tilention hetki Ranka Recordings | FI10 Gold · (9 Wo.)FI | Erstveröffentlichung: 27. Oktober 2004 Verkäufe: + 16.041 |

### EPs
| Jahr | Titel Musiklabel       | Höchstplatzierung, Gesamtwochen, AuszeichnungChartsChartplatzierungen (Jahr, Titel, Musiklabel, Platzierungen, Wochen, Auszeichnungen, Anmerkungen) | Anmerkungen                                                |
| Jahr | Titel Musiklabel       | FI | Anmerkungen                                                |
| ---- | ---------------------- | --- | ---------------------------------------------------------- |
| 1997 | Hävetkää! Eigenverlag  | FI— GoldFI | Erstveröffentlichung: August 1997 Verkäufe: + 6.705        |
| 2001 | Kuilun partaalan –     | FI2 Gold · (18 Wo.)FI | Erstveröffentlichung: 30. April 2001 Verkäufe: + 7.340     |
| 2002 | Tiernapojat Rajaportti | FI1 Platin · (16 Wo.)FI | Erstveröffentlichung: 11. November 2002 Verkäufe: + 17.478 |

## Singles
| Jahr | Titel Album                          | Höchstplatzierung, Gesamtwochen, AuszeichnungChartsChartplatzierungen (Jahr, Titel, Album, Platzierungen, Wochen, Auszeichnungen, Anmerkungen) | Anmerkungen                                              |
| Jahr | Titel Album                          | FI | Anmerkungen                                              |
| ---- | ------------------------------------ | --- | -------------------------------------------------------- |
| 2000 | Rajaton rakkaus Itku pitkästä ilosta | FI— GoldFI | Erstveröffentlichung: 14. Februar 2000 Verkäufe: + 5.647 |
| 2002 | Surupuku Rajaportti                  | FI1 Gold · (13 Wo.)FI | Erstveröffentlichung: 25. Februar 2002 Verkäufe: + 6.105 |
| 2002 | Elegia Rajaportti                    | FI2 (7 Wo.)FI | Erstveröffentlichung: 13. Mai 2002                       |
| 2002 | Lumessakahlaajat Rajaportti          | FI1 (9 Wo.)FI | Erstveröffentlichung: 2. September 2002                  |
| 2004 | Hyvä ihminen Kylmä tilä              | FI1 (6 Wo.)FI | Erstveröffentlichung: 23. Februar 2004                   |
| 2004 | Minun oikeus Kylmä tilä              | FI3 (4 Wo.)FI | Erstveröffentlichung: 11. August 2004                    |

Weitere Singles
- 2017: Pitkän kaavan mukaan
- 2017: Suomi sata vuotta
- 2017: Isä ei jätä
- 2020: Kolme vuotta sitten
- 2020: Elämänohje

## Videografie

### Videoalben
| Jahr | Titel Musiklabel                      | Anmerkungen                                                   |
| ---- | ------------------------------------- | ------------------------------------------------------------- |
| 2003 | DVD Ranka Recordings                  | Erstveröffentlichung: Juli 2003; FI: Gold · Verkäufe: + 6.298 |
| 2009 | Perunkirjoitus King Foo Entertainment | Erstveröffentlichung: 21. Januar 2009                         |

### Musikvideos
- 2000: Hyvä päivä
- 2000: Rajaton rakkaus
- 2001: Nyt on mies!
- 2002: Lumessakahlaajat
- 2004: Kylmä tila
- 2017: Pitkän kaavan mukaan
- 2017: Suomi sata vuotta
- 2020: Kolme vuotta sitten

## Statistik

### Chartauswertung
|                     | FI    |
| ------------------- | ----- |
| Nummer-eins-Alben   | FI2FI |
| Top-10-Alben        | FI5FI |
| Alben in den Charts | FI6FI |

|                       | FI    |
| --------------------- | ----- |
| Nummer-eins-Singles   | FI4FI |
| Top-10-Singles        | FI7FI |
| Singles in den Charts | FI7FI |

### Auszeichnungen für Musikverkäufe
Anmerkung: Auszeichnungen in Ländern aus den Charttabellen bzw. Chartboxen sind in ebendiesen zu finden.
| Land/RegionAuszeichnungen für Musikverkäufe (Land/Region, Auszeichnungen, Verkäufe, Quellen) | Gold     | Platin     | Verkäufe | Quellen     |
| -------------------------------------------------------------------------------------------- | -------- | ---------- | -------- | ----------- |
| Finnland (IFPI)                                                                              | 8× Gold8 | 2× Platin2 | 146.987  | ifpi.fi FI2 |
| Insgesamt                                                                                    | 8× Gold8 | 2× Platin2 |          |             |